# DNA antico

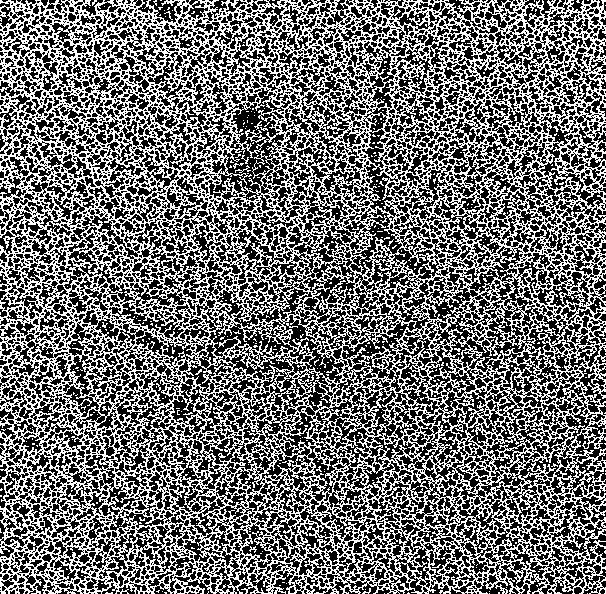
DNA reticolato estratto dal fegato, vecchio di 4.000 anni, dell'antico sacerdote egizio Nekht-Ankh.

Il DNA antico (in inglese ancient DNA, abbreviato aDNA) è il DNA isolato da antichi campioni biologici.

## Descrizione
Può anche essere descritto genericamente come un qualsiasi DNA recuperato da campioni biologici che non sono stati preservati specificamente per successive analisi del DNA. Gli esempi includono l'analisi del DNA recuperato da materiale scheletrico archeologico e storico, da tessuti mummificati, da collezioni archivistiche di campioni medici non congelati, da resti preservati di piante, da nuclei di ghiaccio e permafrost, da plancton olocenico in sedimenti marini e lacustri, e così via. 
Diversamente dalle moderne analisi genetiche, gli studi di DNA antico sono caratterizzati da DNA di bassa qualità. 
Questo pone dei limiti a ciò che l'analisi può ottenere. Inoltre, a causa della degradazione delle molecole di DNA, un processo che si collega genericamente a fattori come tempo, temperatura e presenza di acqua libera, esistono limiti superiori oltre i quali non si ritiene probabile che nessun DNA sopravviva. Allentoft et al. (2012) tentarono di calcolare questo limite studiando il decadimento del DNA mitocondriale (in inglese, mitochondrial DNA, mtDNA) e nucleare nelle ossa dei moa (una specie estinta di giganteschi uccelli preistorici). 
Il DNA si degrada in un processo di decadimento esponenziale. Secondo il loro modello, il DNA mitocondriale viene degradato a 1 coppia di basi dopo 6.830.000 anni a −5 °C. Il DNA nucleare si degrada almeno due volte più velocemente del mtDNA. Come tali, i primi studi che riferivano il recupero di DNA molto più vecchio, ad esempio di resti di dinosauri del Cretacico, potrebbero aver avuto origine da una contaminazione del campione.

## Storia degli studi sul DNA antico
Il primo studio di ciò che si sarebbe giunti a chiamare aDNA uscì nel 1984, quando Russ Higuchi e i suoi colleghi a Berkeley riferirono che tracce di DNA proveniente da un campione museale di quagga non solo erano rimaste nel campione oltre 150 anni dopo la morte dell'individuo, ma potevano essere estratte e sequenziate. Nel corso dei due anni successivi, attraverso le indagini su campioni naturali e artificialmente mummificati, Svante Pääbo confermò che questo fenomeno non era limitato ai campioni museali relativamente recenti, ma poteva apparentemente essere replicato in una gamma di campioni umani mummificati che risalivano a parecchie migliaia di anni (Pääbo 1985a; Pääbo 1985b; Pääbo 1986).
Nondimeno, i laboriosi processi che erano richiesti a quel tempo per sequenziare tale DNA (attraverso la clonazione batterica) erano un freno effettivo allo sviluppo delle ricerche sul DNA antico. Tuttavia, con lo sviluppo della reazione a catena della polimerasi (Polymerase Chain Reaction, PCR) alla fine degli anni 1980, il campo di ricerca ebbe la possibilità di progredire rapidamente.
L'amplificazione dell'aDNA mediante PCR con doppio innesco (primer) (jumping-PCR) può produrre artefatti con sequenze fortemente distorte e non autentiche. La strategia di PCR nidificata, a innesco multiplo, fu usata per superare quelle carenze.
L'amplificazione mediante estensione a innesco singolo (single primer extension, SPEX) fu introdotta nel 2007 per affrontare il danno derivante dalla modificazione post mortem del DNA.

## Problemi ed errori
L'aDNA può contenere un gran numero di mutazioni post mortem, crescenti nel tempo. Alcune regioni del polinucleotide sono più suscettibili a questa degradazione, perciò i dati della sequenza possono aggirare i filtri statistici usati per controllare la validità dei dati stessi. A causa del sequenziamento degli errori, si dovrebbe applicare grande cautela nell'interpretazione della dimensione della popolazione. Le sostituzioni risultanti dai residui di citosina della deaminazione sono largamente sovrarappresentate nelle sequenze di DNA antico. La codifica errata di C in T e di G in A spiega la maggioranza degli errori.
Un altro fattore di criticità è dato la possibile contaminazione del DNA antico con il DNA moderno; per ovviare a questa possibilità sono state implementate tecniche e metodologie atte a individuare le possibili contaminazioni da DNA moderno in una fase antecedende a quella dell'analisi del DNA antico.

## Studi sul DNA antidiluviano
L'era post-PCR portò un'ondata di pubblicazioni in quanto numerosi gruppi di ricerca tentarono di mettere mano all'aDNA. Presto furono pubblicate una serie di scoperte incredibili, che asserivano che DNA autentico poteva essere estratto da campioni che avevano milioni di anni, nel campo di quello che Lindahl (1993b) ha etichettato "DNA antidiluviano". La maggioranza di tali asserzioni erano basate sul recupero di DNA da organismi conservati nell'ambra. Insetti quali le api senza pungiglione (Cano et al. 1992a; Cano et al. 1992b), le termiti (De Salle et al. 1992; De Salle et al. 1993), e i moscerini del legno (De Salle and Grimaldi 1994) come pure sequenze vegetali (Poinar et al. 1993) e batteriche (Cano et al. 1994) furono estratte dall'ambra dominicana che risaliva all'epoca dell'Oligocene. Tuttavia, stando a quel che si diceva anche fonti più vecchie di curculioni incapsulati in ambra libanese, risalenti all'interno dell'epoca del Cretaceo, producevano DNA autentico (Cano et al. 1993). Il recupero del DNA non era limitato all'ambra. Parecchi resti di piante conservate nei sedimenti risalenti al Miocene furono indagati con successo (Golenberg et al. 1990; Golenberg 1991). Poi, nel 1994 e con plauso internazionale, Woodward et al. riferirono i risultati più eccitanti fino ad allora — sequenze b del citocromo mitocondriale che erano state apparentemente estratte da ossa di dinosauro che risalivano a oltre 80 milioni di anni fa. Quando nel 1995 due ulteriori studi riferirono sequenze di DNA di dinosauro estratte da un uovo del Cretaceo (An et al. 1995; Li et al. 1995), sembrò che il campo avrebbe veramente rivoluzionato il passato evolutivo della Terra. Anche queste età straordinarie furono superate dall'asserito recupero di sequenze alobatteriche di 250 milioni di anni provenienti da Halite.
Sfortunatamente, i giorni d'oro del DNA antidiluviano non durarono. Una revisione critica della letteratura sul DNA antico lungo lo sviluppo delle ricerche mette in evidenza che alcuni studi dopo il 2002 circa sono riusciti ad amplificare il DNA da resti più vecchi di parecchie centinaia di migliaia di anni. Una maggiore comprensione dei rischi di contaminazione ambientale e studi sulla stabilità chimica del DNA hanno condotto a preoccupazioni espresse sui precedenti risultati riportati. In seguito fu rivelato che il DNA del dinosauro aveva cromosoma Y umano, mentre il DNA riportato come proveniente da alobatteri incapsulati è stato criticato in base alla sua somiglianza con i batteri moderni, che suggerisce una contaminazione. Anche uno studio del 2007 suggerisce che può darsi che questi campioni di DNA batterico non siano sopravvissuti dai tempi antichi ma siano invece il prodotto di un'attività metabolica a lungo termine, di basso livello.

## Studi sul DNA antico
Malgrado i problemi associati al DNA "antidiluviano", è stata ormai pubblicata una varietà ampia e sempre crescente di sequenze di aDNA da una serie di taxa animali e vegetali. I tessuti esaminati includono resti animali mummificati artificialmente o naturalmente, ossa (cfr. Hagelberg et al. 1989; Cooper et al. 1992; Hagelberg et al. 1994), paleofeci, campioni conservati nell'alcol (Junqueira et al. 2002), cumuli primitivi di ossa di roditori, resti di piante essiccate (Goloubinoff et al. 1993; Dumolin-Lapegue et al. 1999) e, recentemente, estrazioni di DNA animale e vegetale direttamente da campioni di suolo. Nel giugno 2013, un gruppo di ricercatori annunciarono che avevano sequenziato il DNA di un cavallo di 560–780 migliaia di anni, usando materiale estratto dall'osso di una zampa seppellito nel permafrost nel territorio dello Yukon, in Canada. Nel 2013, una squadra tedesca ricostruì un genoma mitocondriale di un Ursus deningeri di più di 300.000 anni fa, provando che il DNA antico autentico può essere preservato per centinaia di migliaia di anni fuori dal permafrost.

## Studi sul DNA antico di resti umani
A causa del considerevole interesse antropologico, archeologico e pubblico rivolto verso i resti umani, è naturale che essi abbiano ricevuto una tale quantità di attenzione dalla comunità di studiosi del DNA. A causa dei loro ovvi segni di conservazione morfologica, molti studi utilizzavano tessuti mummificati come fonte di DNA antico di tipo umano. Gli esempi includono sia campioni preservati naturalmente, ad esempio quelli preservati nel ghiaccio, come la mummia del Similaun (Handt et al. 1994), o attraverso l'essiccazione rapida, come le mummie di alta quota delle Ande (cfr. Pääbo 1986; Montiel et al. 2001), nonché varie fonti di tessuto preservato artificialmente (come le mummie trattate chimicamente dell'antico Egitto). Tuttavia, i resti mummificati sono una risorsa limitata, e la maggioranza degli studi sull'aDNA umano si sono focalizzati sull'estrazione di DNA da due fonti che sono molto più comuni nelle testimonianze archeologiche – ossa e denti. Recentemente, anche parecchie altre fonti hanno fornito DNA, comprese le paleofeci (Poinar et al. 2001) e i peli (Baker et al. 2001, Gilbert et al. 2004). La contaminazione rimane un serio problema quando si lavora su materiale umano antico.

### Analisi dell'aDNA di patogeni e microrganismi usando resti umani
L'uso di campioni umani degradati nelle analisi di aDNA non è stato limitato all'amplificazione di DNA umano. È ragionevole assumere che per un periodo di tempo post mortem, il DNA possa sopravvivere per qualsiasi microrganismo presente nel campione. Questi includono non solo i patogeni presenti al momento della morte (o la causa della morte o infezioni a lungo termine), ma i commensali e altri microbi associati. Malgrado vari studi che hanno riportato una limitata conservazione di tale DNA (ad esempio, la mancanza di Helicobacter pylori in campioni conservati in etanolo risalenti al XVIII secolo), oltre 45 studi pubblicati riferiscono il recupero riuscito di DNA antico di patogeni da campioni che risalgono a oltre 5.000 anni fa negli umani e fino a 17.000 anni fa in altre specie. Oltre alle usuali fonti di tessuto mummificato, ossa e denti, tali studi hanno esaminato anche una varietà di campioni di tessuto, che includono pleura calcificata (Donoghue et al. 1998), tessuto immerso nella paraffina, e tessuto fissato con la formalina.